# Anale schub

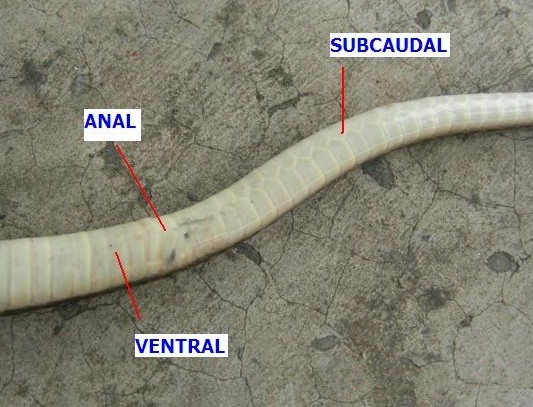
Positie van de anale schub aan de buikzijde van de slang Amphiesma stolatum.

De anale schub, anaalplaat of anaalschub is een verharde structuur die voorkomt aan de buikzijde van reptielen zoals hagedissen en slangen. De anale schub is de eerste schub voor de cloaca, gezien vanaf de kop en is tussen de buikschubben of ventrale schubben en de staartschubben of caudale schubben gepositioneerd.
De anale schub beschermt de cloaca, die zowel dient als geslachtsopening als uitlaat voor de ontlasting. De anale schub kan zowel ongepaard zijn, bestaand uit een enkel deel, als gepaard, bestaande uit twee delen. De vorm en gepaardheid van de anale schub kan een belangrijk determinatiekenmerk zijn bij gelijkende soorten.